# A párbaj (Így jártam anyátokkal)
A párbaj az Így jártam anyátokkal című televízió-sorozat első évadának nyolcadik epizódja. Eredetileg 2005. november 14-én vetítették, míg Magyarországon 2008. október 10-én.
Ebben az epizódban Ted gyorsan megbánja, amikor beleegyezik abba, hogy Lily hivatalosan is költözzön hozzájuk. Barney egy forradalmi újítással akarja feldobni az első randikat.

## Cselekmény
Lily elhatározza, hogy megmutatja Robinnak a lakását, ahol már nem járt három hónapja. Kiderül, hogy a házinéni már rég meghalt, a lakásban pedig kínai étterem nyílt, a holmijai között. Amikor Ted meghallja, hogy Lily járt, felajánlja nekiː hogy költözzön hozzájuk, hiszen lényegében már úgyis ott él. Barney azonban figyelmezteti: ebből a döntésből sok jó nem fog származni, mert minden megváltozik majd, őt pedig Marshall és Lily ki fogják túrni a lakásból. Ted eleinte ezt nem hiszi el, de amikor azt látja, hogy a régi kávéfőzőjük a szemétbe került, és a helyén a Lilyé áll, rögtön átgondolja a helyzetet. Még idegesebb lesz, amikor Marshall az egyik festményét oda akarja akasztani, ahol az ő két fali díszkardjuk van. Bosszúból Ted elkezdi felcímkézni az ételét és egy hatalmas brit stílusú telefonfülkét rendel a lakásba. Marshall és Ted összevesznek, és eközben valahogy a kezük ügyébe kerül a két kard, és elkezdenek párbajozni, amit szórakoztatónak találnak. A küzdelem során beszakad Marshall alatt az asztal, és véletlenül vállon szúrja Lilyt. Miközben a kórházban ellátják, Lily elmondja nekik, hogy ha összeházasodnak, amúgy sem szeretne ott élni, mert az egy fiúlakás.
Eközben Barney feltalálja az úgynevezett citromtörvényt. Eszerint az első randin mindössze öt perced van arra, hogy eldöntsd, lesz-e második is, és így öt perc után a legkínosabb randikat is félbeszakíthatod. Barney úgy véli, hogy ez a törvény forradalmi újítás és hamarosan átmegy a köztudatba is (nagy durr lesz), miközben Robin szerint ez butaság, ennél több idő kell, hogy az emberek megismerjék egymást. Hogy bizonyítsa, elkezd randizni egy Star Trek-kockával. Randi közben Barney felhívja őt, és arra kéri, használja a citromtörvényt, de Robin elutasítja. A srác visszakérdez, hogy ez nem-e egy átlátszó trükk, amivel le akarna lépni, de Robin azt mondja, hogy ő sosem tenne ilyet. Amikor aztán Lily hívja, hogy vállon szúrták, azt a srác már nem hiszi el. Barney később örömmel újságolja, hogy kipróbálta a citromtörvényt, és bevált. Ennek örömére mindannyian a Lily lakásában nyílt kínai étterembe mennek ebédelni, ahol a magnóból a Marshall által készített 1998-as Valentin-napi válogatáskazetta szól.

## Kontinuitás
- Ez az első epizód, ahol Robint prostituáltnak nézik.
- Barney az "Ismered Robint?" játékkal mutatja be a nőt Kevinnek.

## Jövőbeli visszautalások
- Marshall azt mondja ebben az epizódban, hogy lehet, hogy hamarosan szükségük lesz a második szobára, mert a születésszabályozásban nem olyan ügyesek. A következő, "A pulykával tömött pocak" című részből ki is derül, hogy Lily már egy apróság miatt is pánikba tud esni, ha a témáról van szó.
- Robint az "Életem legjobb bálja" című részben is prostituáltnak nézik.
- Lily festménye az "Életem legjobb bálja", "Nincs holnap", és "A terasz" című epizódokban is megjelenik.
- Marshall és Lily lakásvásárlással kapcsolatos véleménye a "Beboszetesza" című részben változik meg.
- A kínai étterem tulajdonosa, aki látta Lily régi képeit, megjegyzi, hogy a régi frizurájával szebb volt. Azt a hajviseletet a középiskolában és az egyetemi évei elején hordta, ami az "Életem legjobb bálja", az "Így találkoztam a többiekkel" és "A platinaszabály" című részekben volt látható.
- "A költözés" című részben Marshall Tednek adja az egyik kardot.
- Barney egy internetes randit hozott össze, miközben az "Így találkoztam a többiekkel" című részben kigúnyolja Tedet ugyanezért.
- "A platinaszabály" című részben Ted ismét megemlíti a citromtörvényt.
- Az "Állati történetek" című részben Marshall felemlegeti, hogy milyen sokszor sebesíti meg véletlenül Lilyt.
- Barney később is előáll a köztudatba átmenő téziseivel, mint a hableány-elmélet és a Kétségbeesés Napja.
- Barney láthatóan nem tud mit kezdeni az evőpálcikákkal, azonban kiderül "A kacsás nyakkendő" című részből, hogy mindez egy éveken át tartó színlelés eredménye, hogy később egy fogadás során kihasználhassa ezt.
- Ted megjósolja, hogy Marshallnak és Lilynek még legalább 3 évig nem lesz gyereke – végül 6 évvel később születik meg.
- A "Búcsú New York-tól" című részben ismét felemlegetik a kardpárbajt.
- "Az erőd" című részben Robin sem szeretne fiús lakásban élni a házasságot követően.
- Mikor Robin kritizálja Barney-t azért, mert béna módokon próbál meg csajozni, Barney azt mondja, hogy dolgozik valamin, ami feltehetően a Taktikai Könyv lehet.

## Érdekességek
- A Kevint alakító Martin Starr együtt szerepelt a Marshallt játszó Jason Segellel a "Különcök és stréberek" című sorozatban.
- Az epizódban, akárcsak az évad során végig, a lakásban lévő óra mindig 4 óra 20 percet mutat.

## Vendégszereplők
- Martin Starr – Kevin
- Miki Mia – kínai pincérnő
- Maya Parish – Erin
- Jacqueline Pinol – Jackie
- Keri Safran – Katie
- Keisuke Hoashi – doktor

## Zene
- Chumbawamba – Tubthumping